# Tremellogaster
Tremellogaster är ett släkte av svampar. Tremellogaster ingår i familjen Diplocystidiaceae, ordningen Boletales, klassen Agaricomycetes, divisionen basidiesvampar och riket svampar.
|                | Astraeus                                      |
|                |                                               |
|                | Endogonopsis                                  |
|                |                                               |
| Tremellogaster | \| \| Tremellogaster surinamensis \| \| \| \| |
|                | \| \| Tremellogaster surinamensis \| \| \| \| |
|                | Diplocystis                                   |
|                |                                               |
|                | Diploderma                                    |
|                |                                               |
|                | Tremellogaster surinamensis                   |
|                |                                               |

|  | Tremellogaster surinamensis |
|  |                             |